# Medal Armii Indii
The Army of India Medal (AIM) – jeden z medali kampanii brytyjskich ustanowiony w roku 1851.

## Zasady nadawania
Medalem nagradzano brytyjskich żołnierzy oraz żołnierzy Honourable East India Company.
AIM był nadawany wstecznie przez East India Company dla ocalałych z wielu różnych akcji w okresie od 1803 do 1826. Ten okres obejmuje cztery wojny:
- II wojna Marathów (1803–1804),
- Wojna Nepalska (1814–1816),
- Pindaree lub III wojna Marathów (1817–1818),
- Wojna Birmańska (1824–1826).

Każda bitwa lub akcja reprezentowana jest przez klamrę na wstążce.
Usankcjonowano 21 klamr, maksymalnie 7 dla jednego odznaczonego. Medal nie występował nigdy bez klamr.
Ważną rzeczą jest to, że medal nadawany był tylko żyjącym, w związku z tym ilość wydanych medali jest dużo mniejsza niż ludzi biorących udział w tych walkach.
W sumie wydano 4500 medali, większość z jedną klamrą.
Ten medal jest kontynuacją nagród za ostatnie kampanie, które nie były wymienione przy medalach Naval General Service Medal (1847) i Military General Service Medal.

## Klamry medalu
- Allighur
- Battle of Delhi
- Assye
- Asseerghur
- Laswarree
- Argaum
- Gawilghur
- Defence of Delhi
- Battle of Deig
- Capture of Deig
- Nepaul
- Kirkee
- Poona
- Kirkee and Poona
- Seetabuldee
- Nagpore
- Seetabuldee and Nagpore
- Maheidpoor
- Corygaum
- Ava
- Bhurtpoor

## Opis medalu
Awers: lewy profil królowej Wiktorii w koronie z inskrypcją VICTORIA REGINA.
Rewers: przedstawia uskrzydloną siedzącą Wiktorię, trzymającą w lewej ręce wieniec laurowy, a gałązkę w prawej. U jej stóp grupa uzbrojonych, odzianych w zbroje wrogów, ukrywających się w cieniu palm. Ponad nimi inskrypcja TO THE ARMY OF INDIA, pod spodem daty 1799-1826.